# NGC 7558
NGC 7558 је елиптична галаксија у сазвежђу Пегаз која се налази на NGC листи објеката дубоког неба.
Деклинација објекта је + 18° 55' 13" а ректасцензија 23h 15m 38,2s. Привидна величина (магнитуда) објекта NGC 7558 износи 14,9 а фотографска магнитуда 15,9. NGC 7558 је још познат и под ознакама MCG 3-59-16, HCG 93E, NPM1G +18.0584, PGC 70844.